# 淮泗道
淮泗道，中华民国初期设置的道。在今安徽省境，下属的英山县和盱眙县两县今属湖北省和江苏省。
1914年民國3年5月置。道尹為要缺，二等。駐鳳陽縣（今鳳陽縣駐地府城镇）。轄鳳陽、天長、靆遠、鳳臺、懷遠、靈璧、壽縣、宿縣、阜陽、潁上、太和、霍邱、蒙城、渦陽、亳縣、六安、英山、霍山、泗縣、五河、盱眙21縣。因六安、英山、霍山3縣離道尹所在地較遠，於同年10月劃屬安慶道，安慶道滁縣、全椒县、來安3縣來屬。民國16年（1927年）廢除。